# Palacio Real de Portici
El Palacio Real de Portici (en italiano: Reggia di Portici) es un palacio histórico ubicado en Portici, pequeña población costera situada pocos kilómetros al sureste de Nápoles.
Fue hecho construir entre 1738 y 1743 por Carlos VII de Nápoles (futuro Carlos III de España), a la sazón rey de Nápoles y Sicilia, como residencia real de villeggiatura (recreo). A lo largo de las décadas el palacio y el parque circundante fueron embellecidos por los reyes de Nápoles de la Casa de Borbón-Nápoles y también durante el breve periodo de dominación francesa (1806-1815). Tras la unificación de Italia, el Real Sitio de Portici pasó a manos de los Saboya, y en 1871 el rey Víctor Manuel II lo vendió a lo que en la actualidad es la Facultad de Agricultura de la Universidad de Nápoles Federico II, que aún tiene su sede en el edificio.
La construcción del palacio está ligada, además, al descubrimiento de las antiguas ciudades romanas de Herculano y Pompeya, y durante décadas el Museo Ercolanense fundado en el mismo palacio en 1758 fue la meca de artistas, eruditos, viajeros y anticuarios durante el Grand Tour. Diversos avatares históricos acabaron llevando al cierre del museo en 1827.
El palacio y los jardines se encuentran en proceso de restauración y actualmente acogen varios museos dedicados a las ciencias naturales.

## Historia

### La construcción bajo Carlos de Borbón (1738-1759)

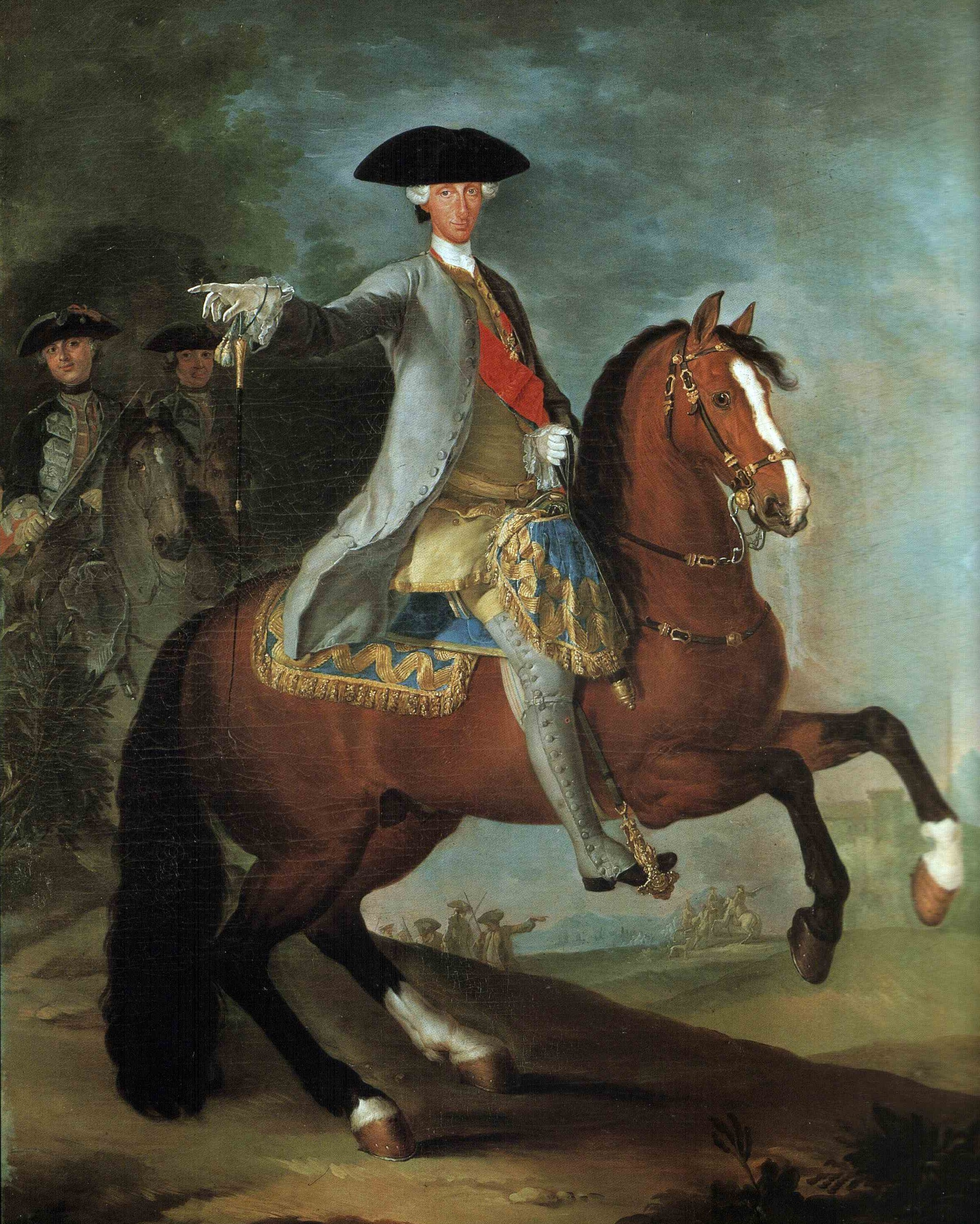
Carlos de Borbón a caballo.

El origen de la residencia real radica, según la tradición, en mayo de 1737, cuando el soberano Carlos de Borbón (VII de Nápoles y V de Sicilia) y su consorte María Amalia de Sajonia se refugiaron durante una tormenta en el pequeño puerto del Granatello y en la vecina Villa d'Elboeuf de Emmanuel Mauricio de Lorena, príncipe de Elbeuf. Habría sido la reina, enamorada del lugar, quien habría sugerido construir una residencia campestre al lado del pequeño pueblo de Portici. No obstante, también se ha sugerido que fue el propio Carlos quien ya habría pensado en edificar un residencia en la zona, debido a la riqueza cinegética del lugar, a la fascinación que ejercía el paisaje vesubiano desde el siglo XVII y a su interés por las excavaciones arqueológicas, que habían quedado paralizadas tras la partida del príncipe d'Elbeuf en 1716.

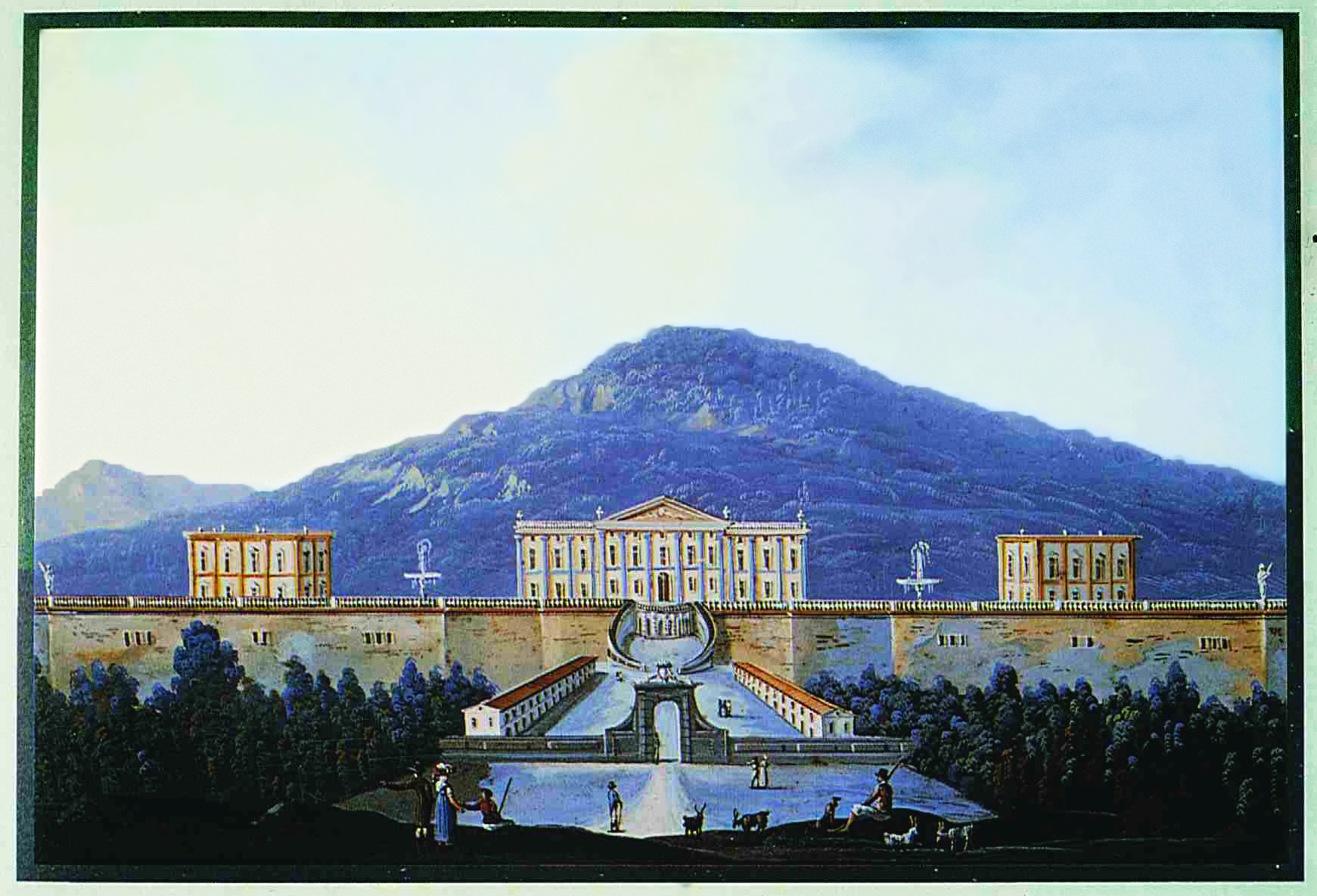
El palacio en su fase inicial de construcción.

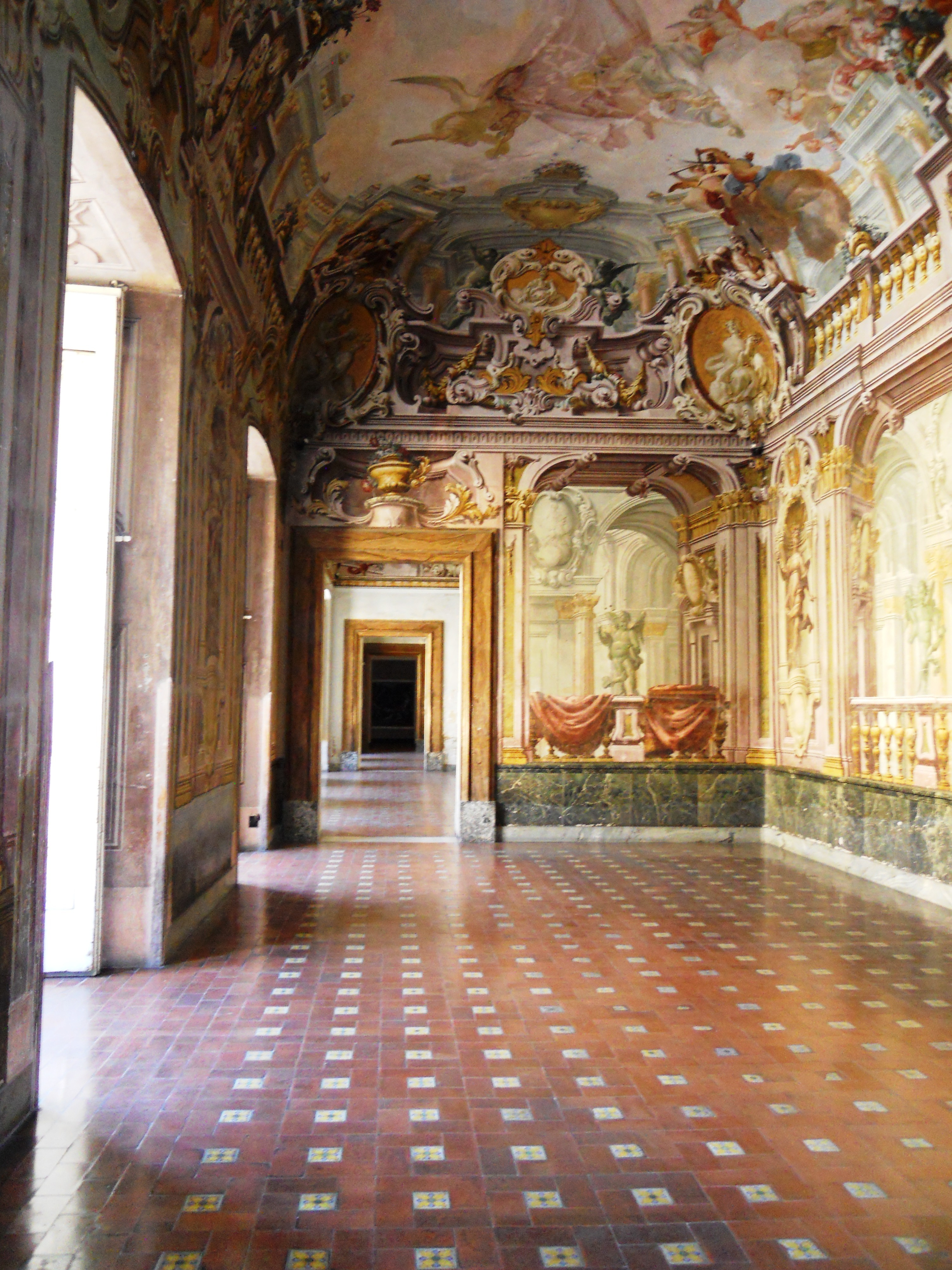
La Sala de Guardia.

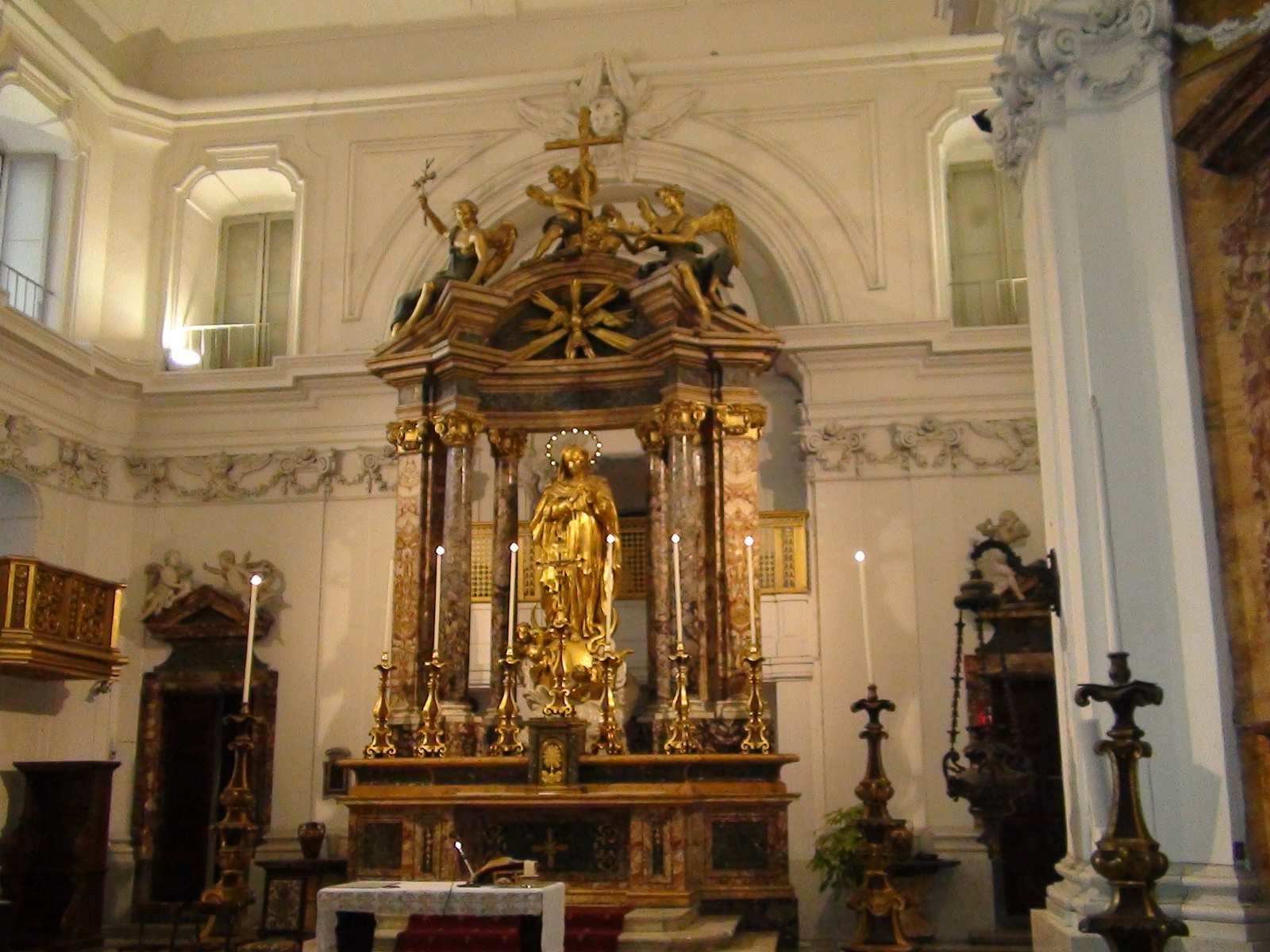
La Capilla Real de Portici.

En mayo de 1738 empezaron las primeras adquisiciones, la villa y la propiedad del conde de Palena (donde se instaló la pareja real) y las del príncipe de Santobuono, ambas situadas al este de la Strada delle Calabrie (actual Via Università) y cara al Vesubio. Los muros que las separaban fueron abatidos y al mismo tiempo se construyó un nuevo muro exterior para proteger el nuevo coto de caza. En 1740 la propiedad se amplió al oeste cara al mar con el palacio y el jardín de los Aquino Caramanico, que fue conectado con el vecino palacio Palena a través de un puente por encima de la calle. El mismo año se compró el palacio Mascabruno para servir de caballerizas, y la propia Villa de Elboeuf para servir de embarcadero del nuevo Real Sitio.
En un principio el proyecto se encargó al arquitecto Giovanni Antonio Medrano ayudado por el ingeniero militar Roque Joaquín de Alcubierre y el jardinero mayor Francesco Geri. No obstante, en 1741 Medrano fue sustituido por Antonio Canevari, arquitecto del Palacio Real de Capodimonte, al que le fue encargado edificar un palacio ex novo en Portici pero que incorporara las construcciones preexistentes.

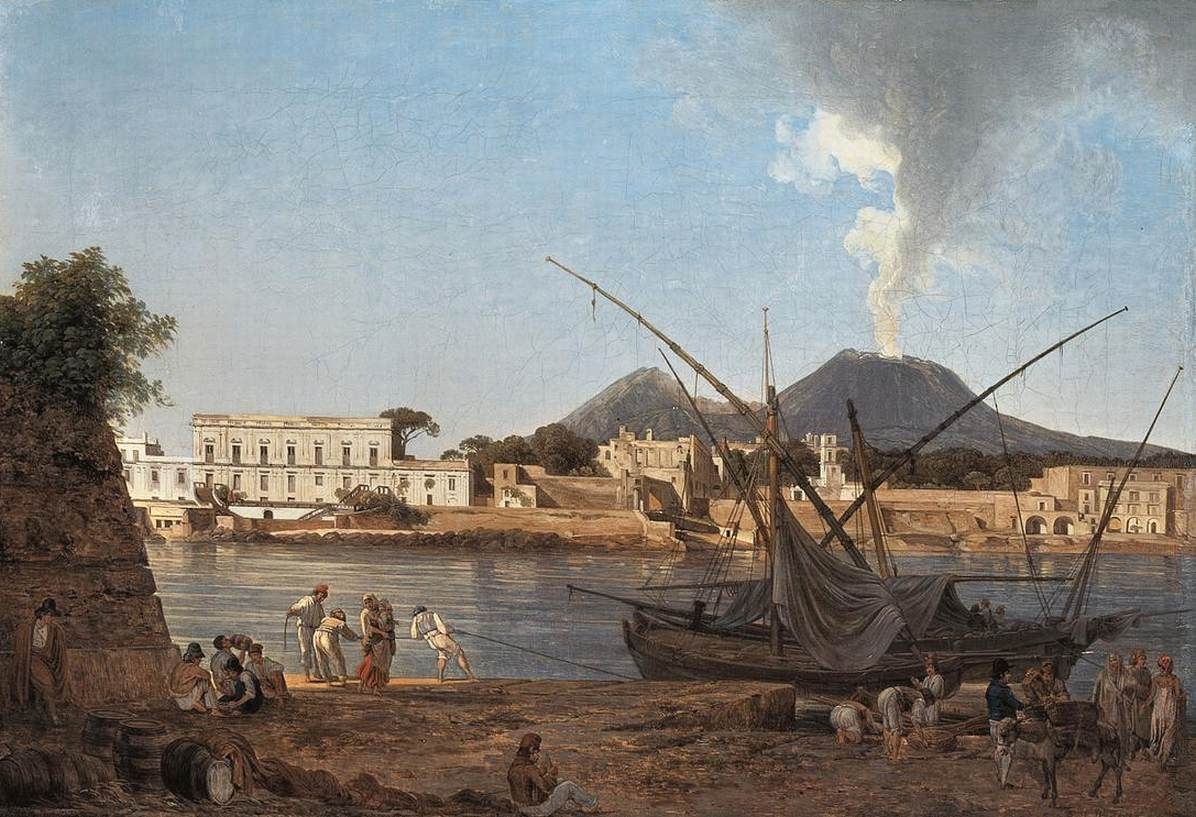
La Villa d'Elboeuf y el puerto del Granatello.

En 1743 pudo empezar la decoración de los interiores, dirigida por Giuseppe Bonito, Pintor de Cámara del Rey, y que realizó los fresco de la Capilla Real terminados en 1757. Colaboraron con Bonito, Crescenzo Gamba y Giuseppe Pansa, que pintaron entre 1744 y 1746 la Sala de Guardia y la Primera y Segunda Antecámara. El escenógrafo Vicenzo Re, realizó entre 1748 y 1750 las monumentales arquitecturas fingidas de la escalera principal. Entre 1752 y 1753, Re y Gamba decoraron los aposentos de la reina situados en el antiguo palacio Caramanico. Por último, el célebre boudoir de porcelana de María Amalia de Sajonia fue realizado por los hermanos Stefano y Giuseppe Gricci, y el pintor Giovanni Sigismondo Ficher.
El jardín fue diseñado por Medrano, junto con el ingeniero Joaquín de Alcubierre, el jardinero Francesco Geri y el escultor Giuseppe Canart. La construcción del nuevo palacio real, de dimensiones relativamente modestas e incapaz de alojar a toda la corte real, estimuló la edificación de numerosas otras residencias nobiliarias en los alrededores (las villas vesubianas del miglio d'oro), encargadas por las familias de la aristocracia deseosas de alojarse cerca del soberano.

### ElMuseo Ercolanense(1758-1799)
En 1738, en el contexto de la construcción de la residencia el ingeniero español Roque Joaquín de Alcubierre, encargado de la realización de un mapa de la zona, empezó a excavar sistemáticamente varios restos arqueológicos que encontró durante el trabajo, hallando numerosas ruinas y antigüedades, entre ellas un templo con 24 columnas de mármol. Poco después se percató que había encontrado la vieja ciudad romana de Herculano. La vecina ciudad de Pompeya fue descubierta diez años después, en 1748. 
En 1758, el rey Carlos decidió fundar en la planta baja del palacio el Herculanense Museum o Museo Ercolanense, destinado a exhibir las obras más destacadas del yacimiento. El nuevo museo dependía de la recién fundada Accademia Ercolanese (1755), una academia arqueológica dedicada al estudio de Herculano y Pompeya. Durante medio siglo, muchos eruditos, aristócratas y viajeros del Grand Tour visitaron el museo de Portici, y Goethe lo llegó a calificar como "el alfa y el omega de todas las colecciones de antigüedades". Ya en la temprana fecha de 1768, no obstante, empezaron a surgir complicaciones entre la doble función de Portici como residencia real y museo. Ese mismo año se sugirió a Luigi Vanvitelli el traslado del museo al Palazzo Vecchio de Caserta y en 1774 al propio "Palacio Nuevo" de Caserta. En 1776 el conservador de museo se preguntaba si los gastos que se hacían instalando mosaicos antiguos en el museo no eran inútiles visto el próximo traslado. En 1788 Ferdinando Fuga recibió el encargo de estudiar la instalación de las antigüedades en el Palazzo dei Regi Studi en Nápoles, pero nada se llegó a concretar.

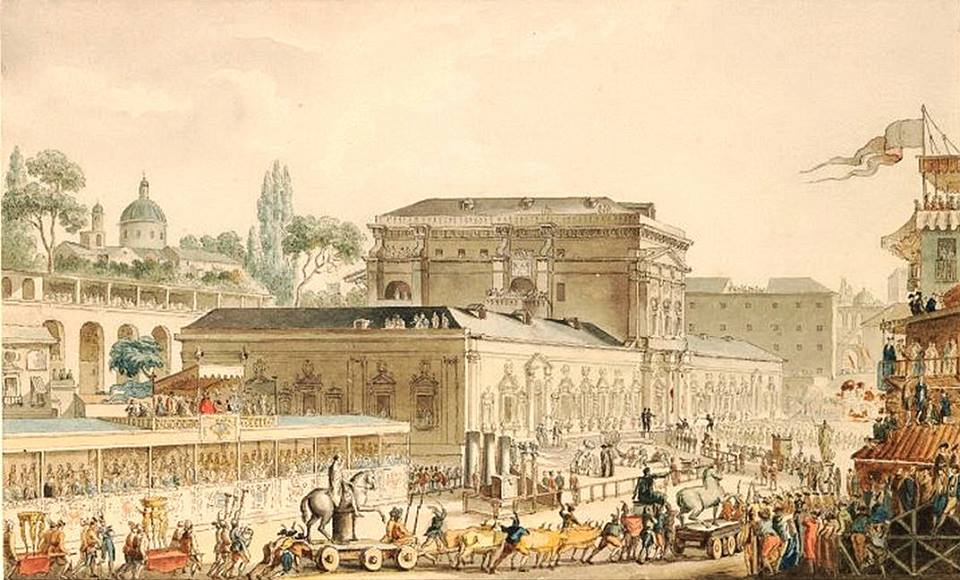
Representación imaginada del traslado de las antigüedades de Portici a Nápoles en 1782, que en verdad solo se produciría a partir de 1806.

En 1799, tras la Revolución napolitana, Fernando IV y su corte huyeron a Palermo llevándose consigo sesenta cofres llenos de numerosos hallazgos. En 1806, tras la invasión napoleónica, el soberano tuvo que huir de nuevo a Palermo, llevándose otros once cofres de antigüedades. La valiosa colección de antigüedades quedó entonces disgregada: una parte en Palermo con los Borbones exiliados y otra en Portici, que a partir de 1806 fue progresivamente trasladada al Palazzo degli Studi por orden de José Bonaparte y, luego, de Joaquín Murat. Tras el retorno de los Borbones, los cofres provenientes de Palermo se trasladaron directamente al flamante Real Museo Borbonico de Nápoles establecido en 1816. El Herculanense Museum de Portici encontró su final definitivo con el traslado a Nápoles de las antigüedades que aún quedaban entre 1822 y 1827.

### El palacio bajo Fernando IV (1759-1806)
El hijo y heredero de Carlos de Borbón, Fernando IV (casado en 1768 con la archiduquesa María Carolina de Austria) siguió frecuentando Portici como residencia de villeggiatura. En 1769 recibió a su cuñado el emperador José II en Portici y le mostró el Museo Ercolanese y la excavaciones de Herculano y Pompeya. El año siguiente, el rey recibió brevemente al pequeño Mozart en la capilla del palacio. En 1775, el rey encargó la realización de un amplio picadero cubierto para ejercicios ecuestres anexo a las caballerizas reales situadas en el Palacio Mascabrunno.
En tres ocasiones Portici se vio sorprendida por las erupciones del Vesubio (1767, 1779 y 1794), sin que se registraran daños importantes. Con la finalización de los nuevos apartamentos reales en Caserta en 1780, la corte empezó a ser menos asidua en Portici, y a partir de 1792, la pareja real centró su atención en la vecina Villa Favorita de Resina, adquirida por el monarca tras la muerte de Esteban Reggio y Gravina, príncipe de Jacci y de Campoflorido.  En 1799, el palacio de Portici sufrió saqueos y daños a raíz de la Revolución napolitana. 

### El decenio francés (1806-1815)
Durante el decenio de dominio francés, y en especial bajo el reinado de Joaquín Murat (1808-1815), se llevaron a cabo en Portici importantes campañas de redecoración interior. Las estancias se volvieron más acogedoras e intimas, se redimensionaron los espacios y se rebajaron las altas bóvedas barrocas. El palacio fue suntuosamente redecorado siguiendo el estilo Imperio, con motivos reiterativos y autorreferenciales, muchos de carácter bélico, pero que resultaban al mismo tiempo modernos y elegantes. Parte del mobiliario muratiano de Portici se exhibe hoy en el Palacio de Caserta.

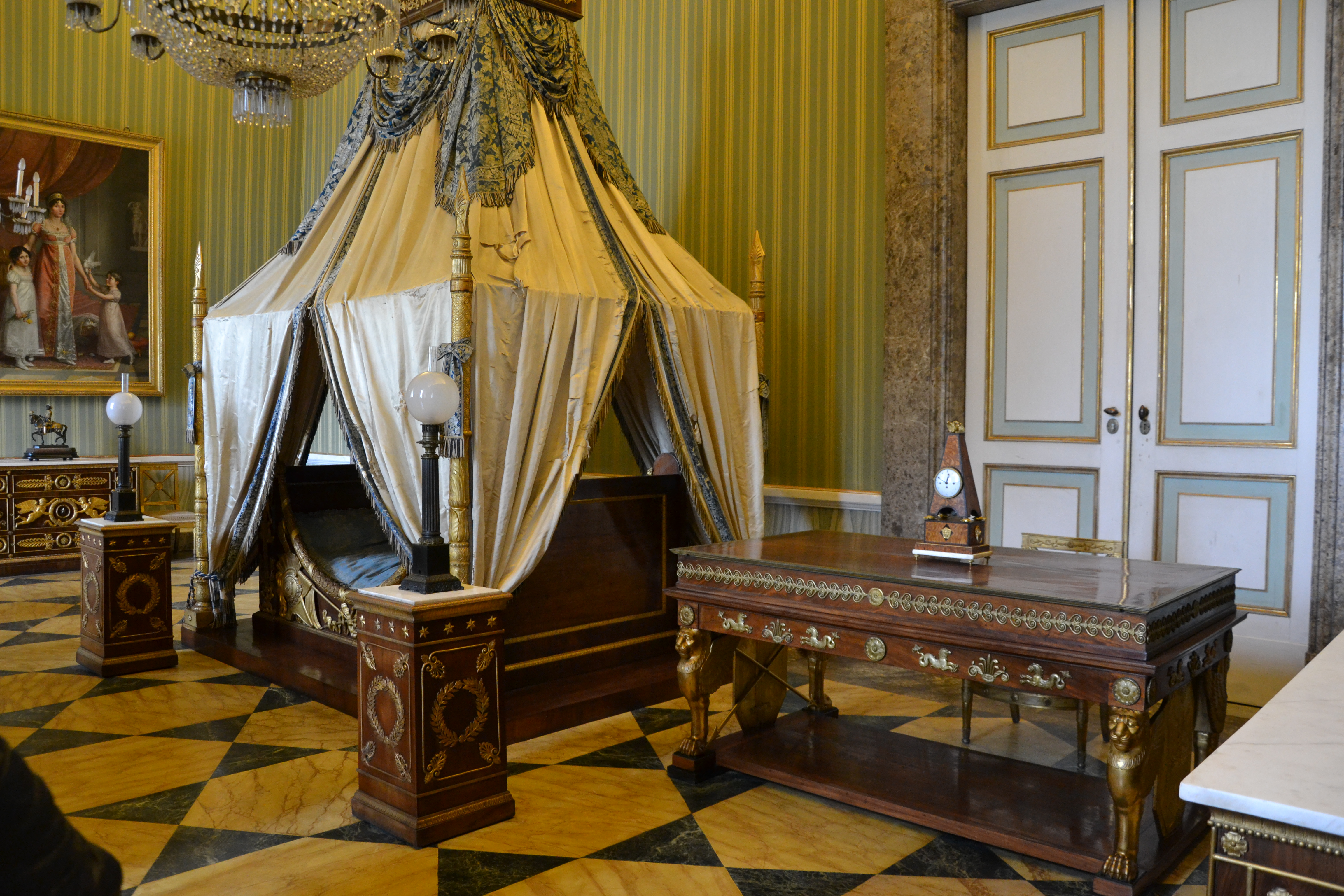
Los muebles de Joaquín Murat en Portici actualmente expuestos en Caserta.

El arquitecto parisino Étienne-Chérubin Leconte fue el encargado de dirigir las obras, realizadas entre finales de 1806 y 1814 y que se concentraron en el ala del palacio cara al mar, donde se encontraban los aposentos regios.
Carolina Murat convirtió Portici en una de sus residencias favoritas, y en ellas atesoró una importante colección de pintura trobadour, es decir, un género francés de pintura contemporáneo de carácter íntimo, romántico e historicista, que se alejaba de las grandes pinturas celebratorias y neoclásicas como las de David promocionadas por el régimen napoleónico. Entre los autores atesorados en Portici destacaban obras de Auguste de Forbin y François Marius Granet.

### La Restauración Borbónica (1815-1860)
El retorno de Fernando IV (I) al trono no supuso la alteración de la decoración napoleónica, sino solo la eliminación o el disimulo de aquellos emblemas que evocaban al régimen anterior. En muchos casos, los añadidos de los Borbones a partir de 1815 son tan parecidos estilísticamente que es difícil distinguirlos de lo realizado entre 1806 y 1815. La colección de pintura trobadour de Carolina Murat siguió en gran medida en su sitio, añadiéndose nuevos pintores contemporáneos protegidos de los Borbones como Salvatore Fergola o Louis Nicolas Lemasle.
En 1821, la escritora irlandesa Lady Morgan visitó Italia y dejó una interesante descripción del palacio de Portici:

Aunque es una de las villas reales mejor situadas, debió ser un edificio triste e incómodo antes de las mejoras hechas por la última y enérgica, pero transitoria, reina [Carolina Murat]. El anciano conserje que nos mostró los apartamentos, tenía una cierta dificultad en hablar de su antigua señora como Madama Murat en vez de “su majestad”. […] Entrando, nos indicó que el elegante vestíbulo donde estábamos, la amplia escalera doble, la espaciosa galería y el pequeño y coqueto teatro al que se abría eran todos “fatti da Madama Murat” […] encontramos una sucesión infinita de aposentos, baños, gabinetes, bibliotecas, invernaderos, orangeries, etc. todos ellos pintados, decorados y amueblados, o planeados y erigidos “da Madama Murat” […] al retorno de la familia real [borbónica de Palermo] les costó reconocer el viejo palacio que ella reformó y mejoró y expresaron su sorpresa y admiración […] Los aposentos de la reina son modelos de elegancia y gusto femenino. El dormitorio, el vestidor, el boudoir y la biblioteca [..] permanecen aún como cuando ella los ocupó. […] Los aposentos de [Joachim] Murat son anexos a los de su esposa, y son igualmente lujosos, espléndidos y confortables; las colgaduras son todas de seda y satén, las alfombras inglesas y turcas […] cerca de su soberbio dormitorio hay un sencillo gabinete, con un pequeño catre de campaña donde dormía el secretario. Aquí duerme ahora el legítimo Rey de Nápoles [Fernando I] cuando visita Portici. […] parece su hogareño dormitorio en el palacio de Nápoles. No ha añadido nada más que un largo crucifijo. En el antiguo guardamuebles están todos los retratos de los Murat y los Bonaparte junto con sillas rotas y mesas mohosas.[...]

En 1828, con motivo de la visita del futuro Federico Augusto II de Sajonia, el arquitecto real Antonio Niccolini proyectó la redecoración de las salas del ala norte dejadas vacantes por el Museo Ercolanese.  En la década de 1830, partes del jardín fueron rehechas en estilo inglés, aunque el diseño general tendió a respetar el jardín original del mil setecientos.

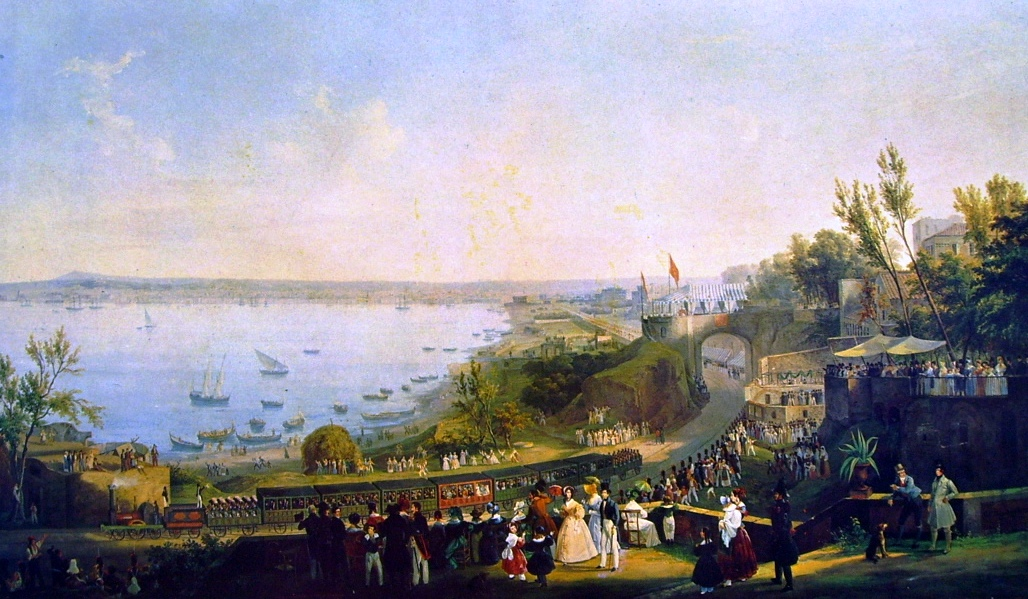
Inauguración del ferrocarril Nápoles-Portici, según Salvatore Fergola.

En 1839, durante el reinado de Fernando II, el palacio real recibió una conexión de ferrocarril con Nápoles (la primera de Italia). Sin embargo, tanto el palacio como las otras villas circundantes perdieron su salida directa al mar. Portici fue progresivamente un lugar menos frecuentado con el paso de las décadas. En septiembre de 1848 falleció en el palacio la reina María Isabel de España, viuda de Francisco I, que se había retirado a Portici buscando una mejoría en su delicada salud. Los últimos grandes fastos del palacio tuvieron lugar entre septiembre de 1849 y abril de 1850, cuando el rey Fernando II invitó a Portici al papa Pío IX, que había tenido que abandonar Roma a causa de la Revolución de 1848. A partir de 1854 la familia real prefirió habitar la vecina Villa Favorita.

### Los Saboya (1860-1871) y la Facultad de Agricultura (1871-1943)

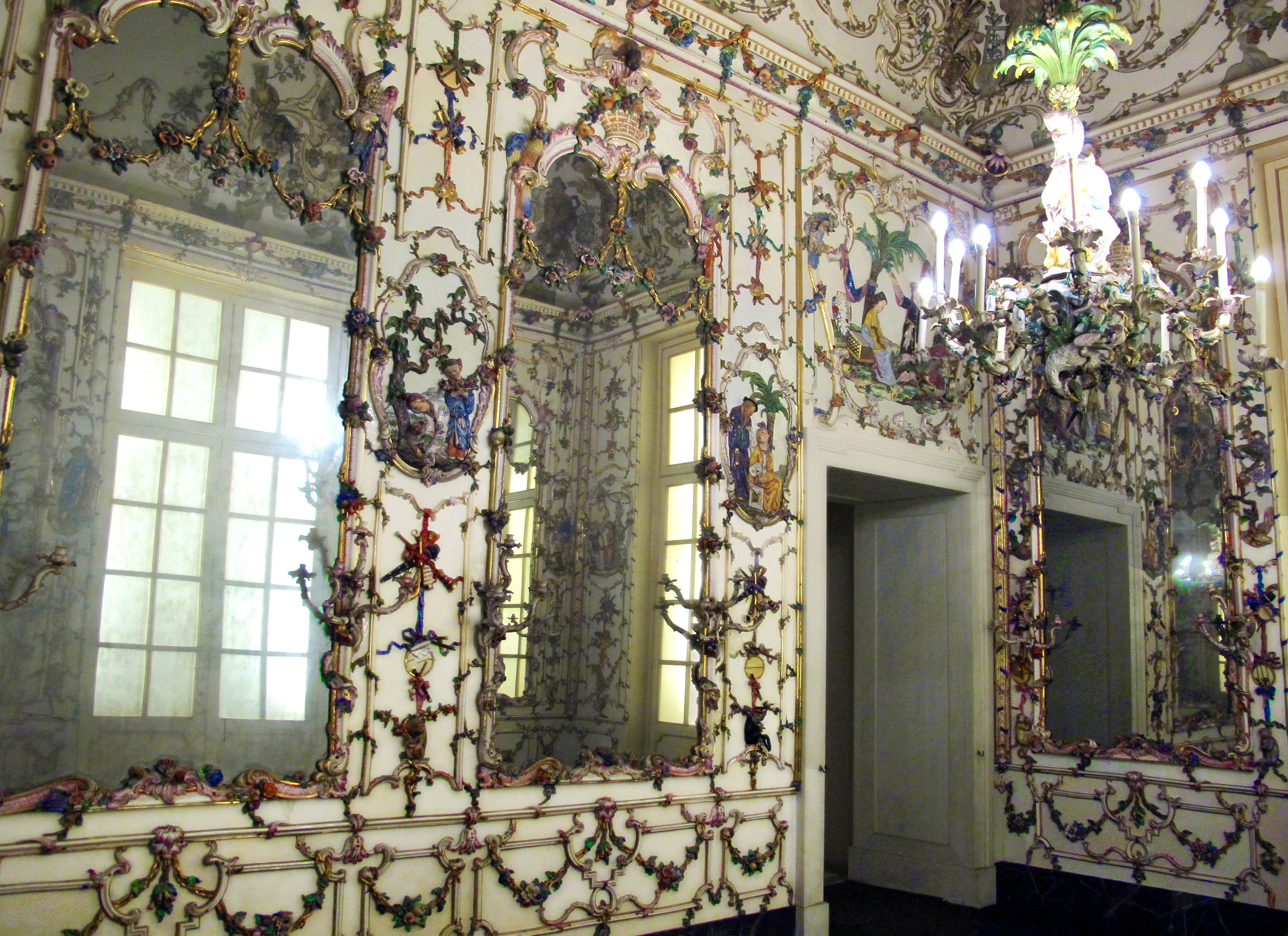
Las placas del boudoir de porcelana trasladadas a Capodimonte en 1866.

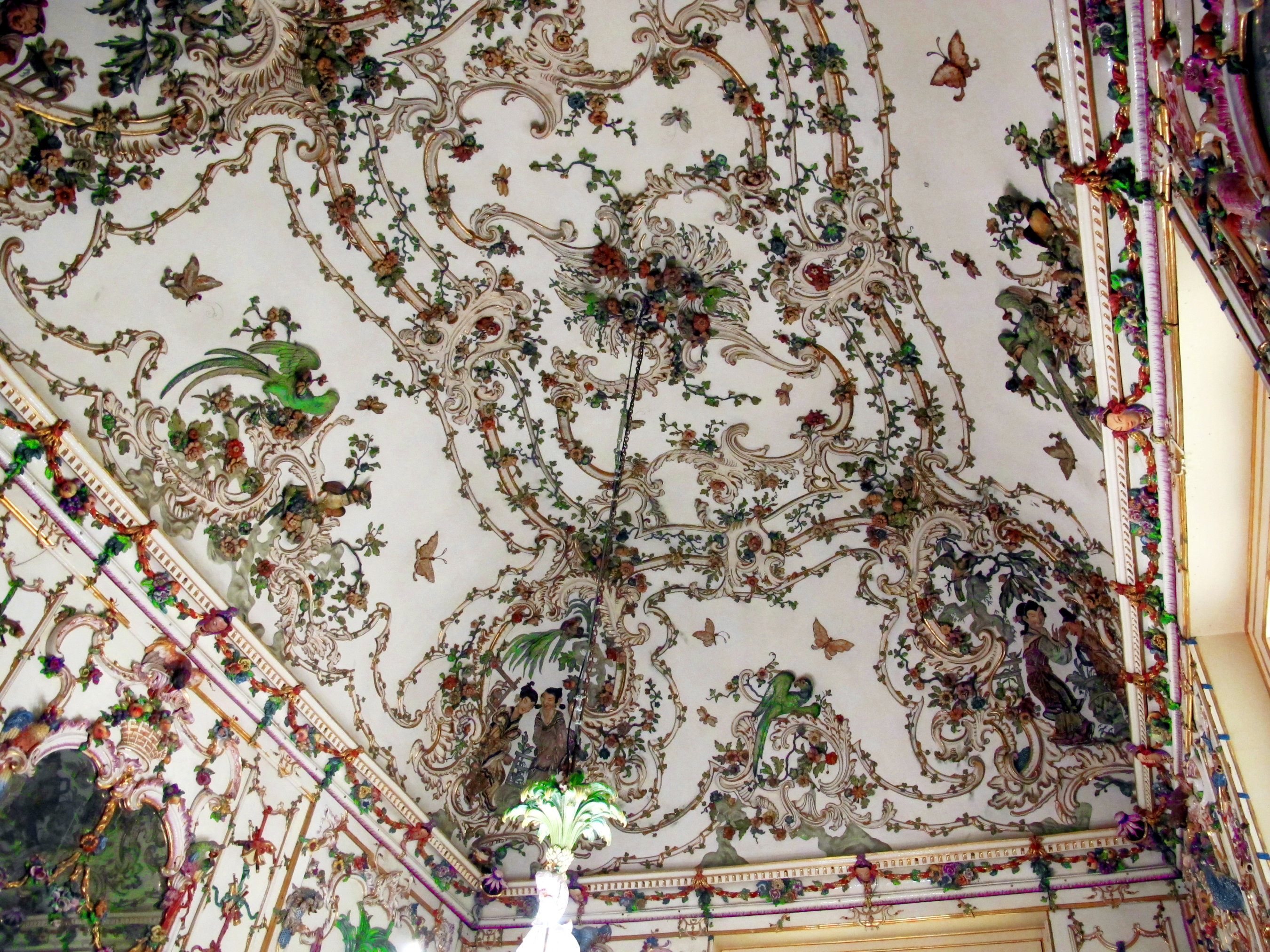
El techo original de estuco permaneció en Portici hasta 1957.

Tras la caída del Reino de las Dos Sicilias durante la Unificación de Italia, el Palacio Real de Portici pasó a engrosar la larga nómina de propiedades de la Casa de Saboya. Pero Portici, al contrario que el Palacio Real de Nápoles o Capodimonte, apenas fue frecuentado durante las esporádicas visitas reales a la ciudad. La cacería organizada en otoño de 1864 en el parque fue la última vez que un monarca, en este caso Víctor Manuel II, usó el palacio. A partir de 1866, empezó el desmantelamiento del palacio y la dispersión de sus muebles y colecciones: al Palacio Real de Caserta partieron los grandes cuadros celebratorios y los muebles del periodo francés; al Palacio Real de Nápoles los cuadros y muebles antiguos de la colección borbónica del XVIII así como algunas pinturas trobadour pronto relegadas a los almacenes; finalmente al Palacio Real de Capodimonte fueron a parar esencialmente muebles contemporáneos y porcelanas, incluido el célebre boudoir de porcelana de María Amalia de Sajonia.
En 1871, el Patrimonio de la Corona vendió toda la propiedad a la provincia de Nápoles por 720.000 liras, a pesar de que en 1865 había sido valorada en 1.900.119 liras. El gobierno provincial instaló en el antiguo Real Sitio la Scuola Superiore d'agricoltura (actualmente la Facultad de Agricultura de la Universidad de Nápoles Federico II). A partir de esa época los jardines fueron progresivamente alterados para instalar en ellos huertos, espacios de experimentación e invernaderos. Tanto el palacio como el parque sufrieron graves daños durante la ocupación aliada de 1943-1945, cuando fueron usados como cuartel por las tropas inglesas.

### La decadencia y la lenta recuperación (desde 1943)
Aunque los daños de la ocupación fueron reparados de forma respetuosa a partir de 1945, el antiguo Real Sitio siguió sufriendo mutilaciones y alteraciones. En 1967 la edificación del moderno edificio del Liceo Scientifico Filippo Silvestri implicó la destrucción de parte del parque y la demolición de la histórica Porta del Granatello así como del alojamiento del conserje. En los años 80 varios caminos del parque fueron pavimentados en hormigón. A todo ello habría que sumar el hecho que la antigua propiedad real se encuentra gestionada por seis entidades distintas.
Después de haber alojado durante más de un siglo a la Facultad de Agricultura, a inicios del siglo XXI, tanto el palacio como sus jardines se encontraban en un profundo estado de deterioro. De la decoración interior solo se conservaban los techos y algunas pinturas murales.
En las primeras décadas del siglo XXI se han realizado varias campañas de recuperación del conjunto. En 2006 se "reabrió" el Herculanense Museum, situado, no en su localización original, sino en una parte de los aposentos reales del primer piso, que fueron restaurados. Se trata esencialmente de un "museo virtual e interactivo" ya que las piezas arqueológicas originales se encuentran en Nápoles. En 2011 se integró en el MUSA (Musei delle Scienze Agrarie) - Reggia di Portici, un complejo museístico que gestiona varios museos dedicados a la historia natural.
Paralelamente se han realizado varias campañas de restauración: entre 2006 y 2008 se restauró la fachada principal del palacio cara al mar, entre 2017 y 2018 el patio principal y en 2019 la llamada Sala del Consiglio con pinturas de época muratiana y colgaduras de seda de San Leucio.

## Descripción

### El palacio

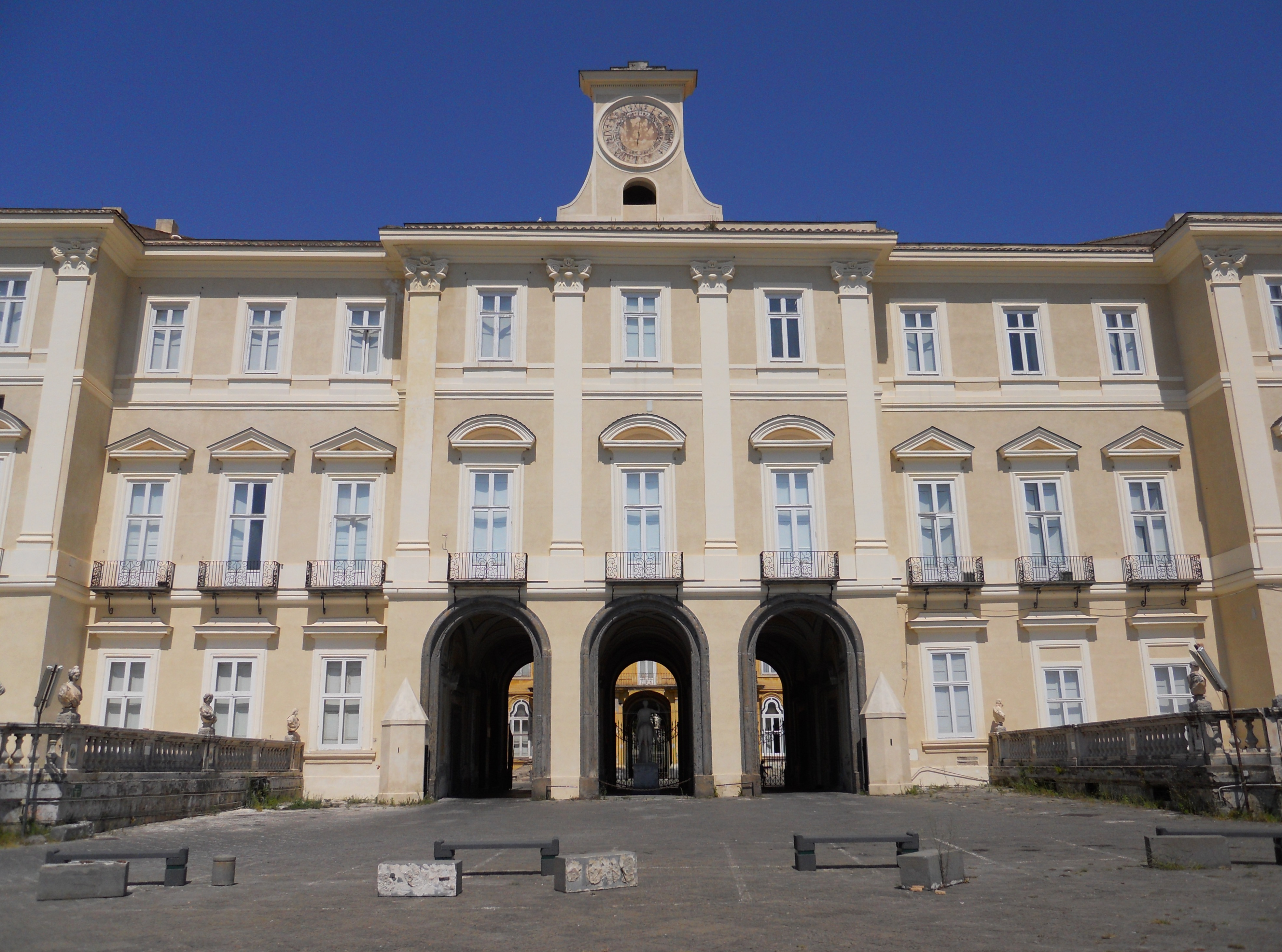
Resalto central de la fachada cara al mar.

La arquitectura y distribución del palacio resulta muy peculiar, en parte debido a que representa la unión de varios edificios preexistentes, esencialmente de ville di delizie (villas de recreo) que la aristocracia empezó a edificar en la zona ya desde el siglo XVI. Dichas villas de caracterizaban por situarse en uno de los dos lados de la Strada delle Calabrie (actual Via Università), es decir, por gozar de unas vistas o bien del Vesubio al noreste, o bien del mar al suroeste. Asimismo, las villas se construían con su fachada principal directamente sobre los márgenes la calle y con el jardín detrás, repitiendo el esquema de los palacios urbanos. El edificio de la villa, con una gran fachada representativa, se erigía, por lo tanto, como nexo entre la calle bordeada de villas (extensión de la ciudad) y el eje trasero del jardín, la finca agrícola y el paisaje.

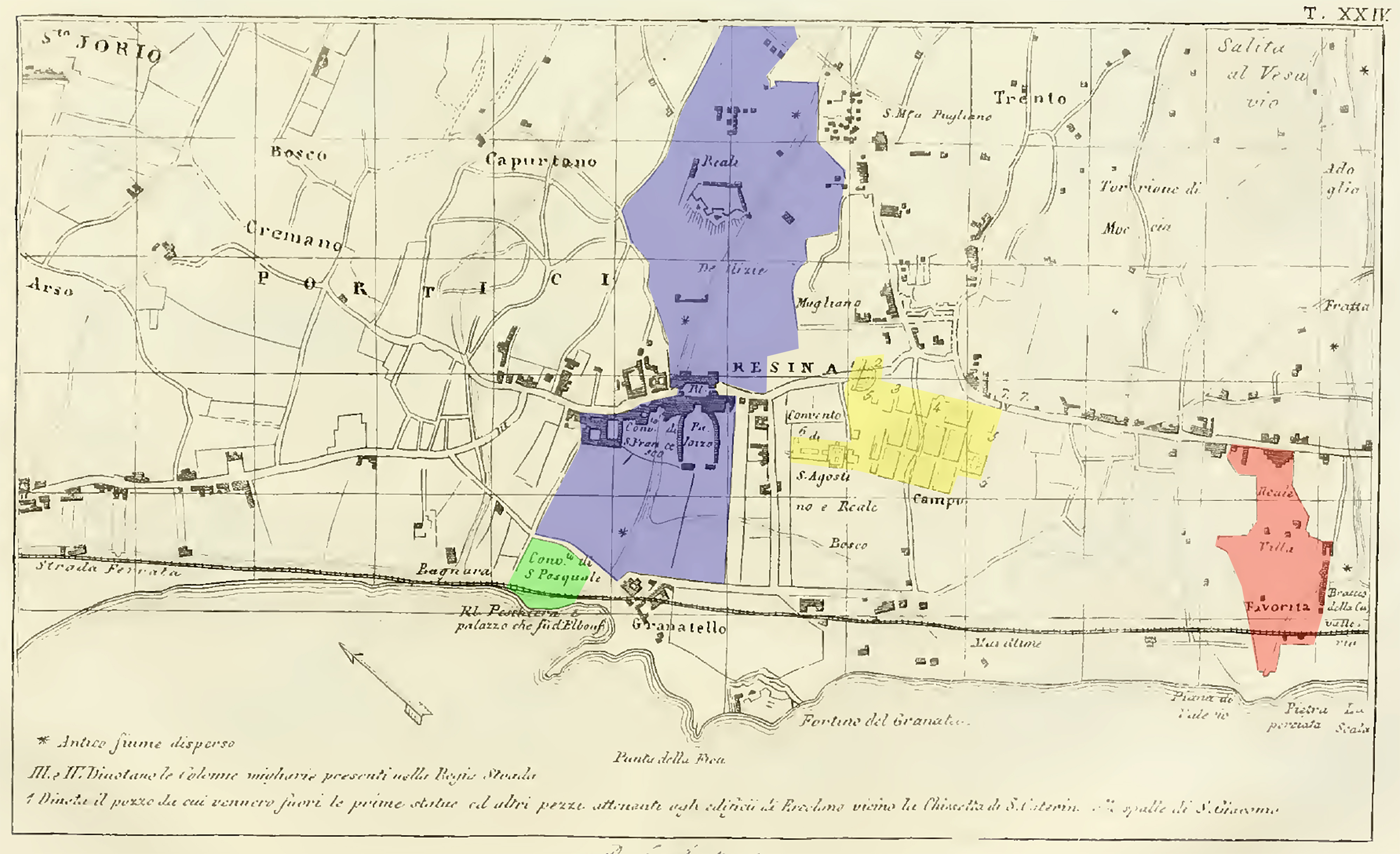
Mapa de la zona en 1858. En azul el Palacio Real de Portici, en amarillo la antigua Herculano, en verde la Villa d'Eboeuf y en rojo la Villa Favorita.

Medrano y Canevari concibieron una síntesis de los elementos que conformaban estas ville di delizie, creando un complejo a la vez orientado hacia el mar (palacio Caramanico) y hacia el Vesubio (villa Palena), unido por un mismo eje axial y en el cual la Strada delle Calabrie se sorteaba mediante dos puentes. Por lo tanto, el núcleo del palacio lo conformaba un majestuoso patio central cuadrangular a través del cual discurría la calle que cortaba en dos la propiedad. Había sido concebido a modo de place royale, como la Place Vendôme de París con las esquinas achaflanadas, en él confluían el eje de la calle con el gran eje longitudinal de la propiedad, que a través de los dos grandes vestíbulos del palacio comunicaba con el Parque Superior y el Vesubio, y el Parque Inferior y el mar. El patio antaño estaba delimitado por una barandilla de hierro.
Las fachadas del palacio diseñadas por Canevari se caracterizaban por un notoria mediocridad, la sobriedad de la articulación fue "dignificada" con pilastras corintias de orden colosal, sin embargo el resultado era más modesto que elegante y sencillo.

### Los interiores
Los aposentos regios se encontraban precedidos por varias grandes antecámaras con elaborados trampantojos barrocos, también destacaba el célebre boudoir de porcelana de Capodimonte en las estancias de María Amalia de Sajonia, un sala decorada al gusto chinesco, así como infinidad de salas con pinturas neo-pompeyanas.
Según los planos antiguos y las descripciones de varios viajeros, el palacio de Portici de distribuía de la siguiente manera:

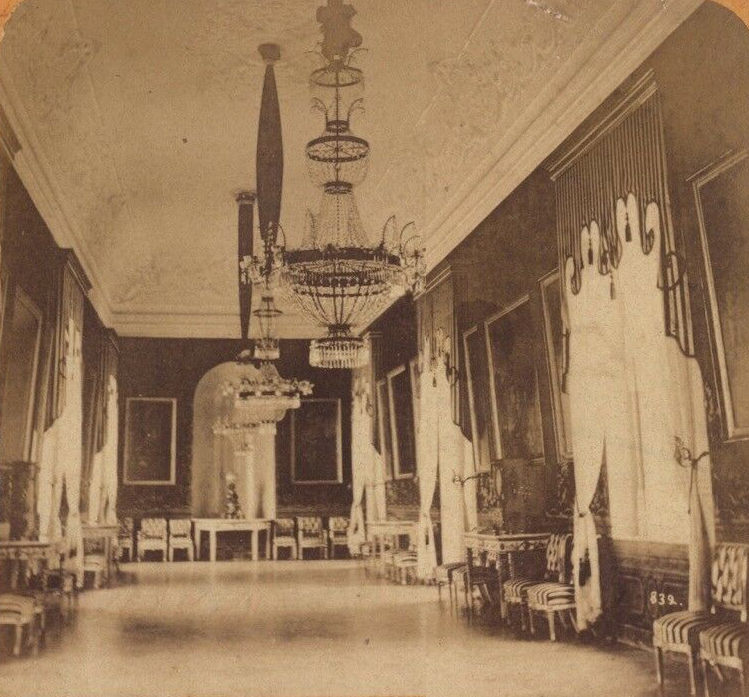
La galería que comunicaba el Cuarto de la Reina con la Capilla Real, fotografía de Jean Andrieu (hacia 1860).

El Palacio Superior cara al Vesubio contenía:
- la Capilla Real en el ala cara a Nápoles.
- los almacenes para las antigüedades en la planta baja del ala central.
- el Quarto verso la Montagna, el teatro de la corte y algunos gabinetes para la exposición de pinturas antiguas en el primer piso del ala central.
- el Cuarto del príncipe Felipe Antonio en el primer piso cara a Ercolano encima de la calle.

El Palacio Inferior cara al golfo de Nápoles albergaba:
- el antiguo Museo Ercolanense en la planta baja del ala cara Nápoles.
- el Cuarto de la Reina con el boudoir de porcelana estaba justo encima; dichos aposentos fueron habitados por todas las consortes reales y en ellos falleció la reina María Isabel de España en 1848.
- los Cuartos del Mayordomo Mayor y de la Camarera Mayor en la planta baja a ambos lados del vestíbulo central.
- el Cuarto del Rey en el primer piso del ala central, luego usado por Pío IX en 1849 y destinado a invitados ilustres a partir de entonces.
- la Cocina de S.M. en la planta baja del ala cara a Ercolano.
- el Cuarto de la Real Familia y del Aya Mayor justo encima, actualmente en esa zona se sitúa en nuevo Museo Ercolanense.

### Jardín

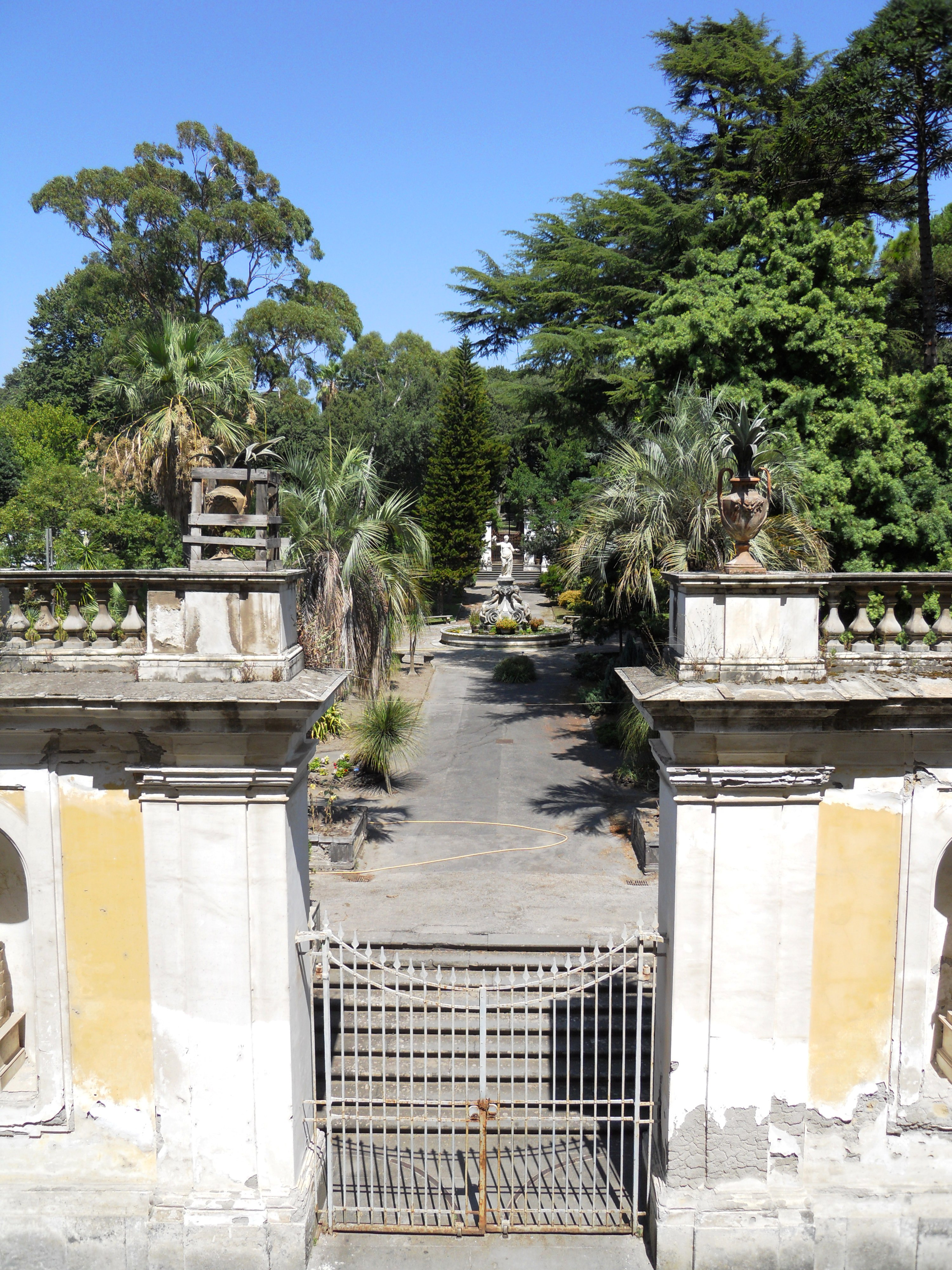
El Parque Superior con la Fontana delle Sirene al fondo.

El jardín del palacio, ampliado hasta alcanzar una extensión muy notable (iba prácticamente desde la zona de Pugliano hasta el Granatello, hacia el mar) está dividido en el Parque Superior y el Parque Inferior.
Su configuración inicial fue obra del jardinero Francesco Geri, que siguió los diseños de Giovanni Antonio Medrano. En Parque Inferior siguió un modelo francés a base parterres y grandes perspectivas hacia el mar y el horizonte y el Parque Superior presentaba un aspecto más próximo a un jardín cerrado italiano con una fuente en el centro. A largo del reinado de Fernando IV se añadieron más pabellones y folies, destacando el "castillo" (una especie de fortificación), un terreno para el gioco del pallone, un observatorio o un pequeño oratorio. En el interior del parque también se instaló un zoo con animales exóticos que el soberano hizo traer desde el extranjero o que le regalaron, como el elefante obsequiado por el sultán otomano en 1742 y que en tiempos de Francisco I aún vivía.
Por otro lado, algunas de las antigüedades descubiertas fueron integradas en la decoración del jardín después de ser restauradas y readaptadas al gusto del momento por el escultor Giuseppe Canart. Destacan la Fontana delle Sirene ("Fuente de las sirenas"), la Fontana dei Cigni ("Fuente de los cisnes") y el Chiosco di re Carlo ("Quiosco del rey Carlos").
En la década de 1830 algunas partes del parque fueron rehechas en estilo inglés, si bien gran parte del esquema dieciochesco fue respetado.